# Bushwhacker
Bushwhacking war eine Form des Guerillakrieges, die während des Amerikanischen Bürgerkriegs in den Grenzgebieten zwischen Nord und Süd praktiziert wurde. Die unabhängig von der regulären Armee organisierten Bushwhackers (engl. etwa „Buschproleten“, treffender aber „Strauchdiebe“) kämpften meist für die Konföderation; die Pendants aufseiten der Union wurden allgemein als Jayhawkers (vorwiegend in Kansas) bezeichnet.

## Allgemeines
Bushwhackers waren zum größten Teil keinem militärischen Kommando unterstellt. In großen, mitunter mehrere hundert Mann starken Banden unternahmen sie gut geplante und organisierte Überfälle, bei denen vereinzelt ganze Städte niedergebrannt wurden. Im Wesentlichen beschränkten sich die Aktionen aber auf Hinterhalte und Attentate auf gegnerische Personen oder Familien in ländlichen Gebieten. Ein besonders hässlicher Aspekt des bushwhackings war, dass oft Nachbar gegen Nachbar kämpfte und diese Attacken an Selbstjustiz oder Vigilantentum grenzten.
Da diese Angriffe vorwiegend von nicht uniformierten Personen ausgeführt wurden, war eine Reaktion von Seiten der Regierungen dadurch erschwert, dass es zu entscheiden galt, ob es sich um legitime militärische Aktionen oder um Verbrechen handelte.

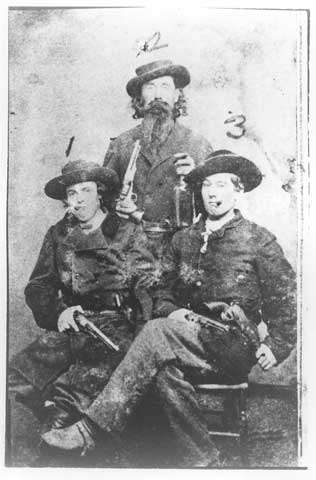
Drei Bushwhacker, die stolz ihre Perkussionsrevolver präsentieren

## Bushwhacker im Dienst des Südens
Der Ausdruck selbst war während des Bürgerkrieges sehr weit verbreitet, aber er wurde vor allem mit den Guerilla-Einheiten aus Missouri verbunden, die mit dem Süden sympathisierten. Dort waren die Bushwhacker-Tätigkeiten am intensivsten. Bis zum Ende des Krieges verwüstete der Guerillakrieg aber auch die Bundesstaaten Kentucky, Tennessee, Arkansas und den Norden Virginias.
Die berüchtigtste Aktion der Bushwhacker während des Bürgerkrieges war das Massaker von Lawrence, Kansas.

### Partisan Ranger
In vielen Gebieten operierten Bushwhacker zusätzlich zu den konventionellen Militäroperationen. Der berühmteste dieser „Partisan Ranger“ (dieser Ausdruck wurde von der Regierung der konföderierten Staaten eingeführt) war Oberst John Singleton Mosby, der seine Attacken auf die Unions-Streitkräfte im Shenandoahtal konzentrierte.
In Missouri operierten die Bushwhacker außerhalb der konföderierten Kommandokette. Gelegentlich wurde einem prominenten Bushwhacker-Anführer ein formaler Rang im konföderierten Heer verliehen. So wurde der Bandenführer William Clark Quantrill zum Hauptmann ernannt. Andere Kommandeure erhielten schriftliche Befehle von konföderierten Generalen: William T. Anderson etwa bekam im Oktober 1864 den Auftrag, die Missouri-Invasion der konföderierten Truppen zu unterstützen. Joseph C. Porter wurde von Sterling Price autorisiert, Männer im Nordosten Missouris zu rekrutieren.
Die meisten der Bushwhacker waren in Missouri selbstständig organisierte Gruppen von jungen Männern aus den Sklaverei praktizierenden Countys entlang des Missouris oder Mississippis. Sie entschieden sich freiwillig, gegen die Unionstruppen des Nachbarn Kansas zu kämpfen bzw. auf die Invasionen ihrer Heimatstaaten zu antworten.

## Bushwhacker im Dienst des Nordens
In einigen Gegenden, vor allem in den Appalachen von Tennessee und North Carolina, wurden auch Partisanen des US-Heeres als Bushwhacker bezeichnet. Diese Partisanen waren darauf spezialisiert, Nachzügler der konföderierten Truppen anzugreifen. Vor allem bei der Schlacht von Gettysburg gab es eine Schar von Zivilisten aus Pennsylvania, die die Nachzügler der Nord-Virginia-Armee gezielt attackierten.

## Gräueltaten
Der Krieg führte bald auf beiden Seiten zu Gräueltaten. Unionstruppen exekutierten oder folterten Verdächtige oft ohne Gerichtsverhandlung oder verbrannten die Häuser von Personen, die als Guerilleros bzw. als deren Unterstützer verdächtigt wurden.
1861 plünderten die „Kansas Jayhawkers“ unter der Führung James Henry Lanes den Ort Osceola, Missouri, brannten ihn nieder und exekutierten 9 Männer.
Im August 1863 stürzte ein improvisiertes Gefängnis in Kansas City, Missouri ein, in dem sich weibliche Verwandte von als Bushwhackern Verdächtigten befanden. Fünf der Frauen starben. Diese Ereignisse beeinflussten wiederum das Massaker von Lawrence in Kansas; William Quantrill führte diesen Angriff im August 1863 an. Fast die gesamte Stadt wurde geplündert und niedergebrannt und bis zu 200 Männer ermordet. Daraufhin ordnete Unionsgeneral Thomas Ewing, Jr. in dem berühmt gewordenen Befehl No. 11 an, dass im Staat Missouri dreieinhalb Landkreise (Countys) entlang der Kansas-Missouri-Grenze südlich von Kansas City zu räumen seien. Betroffen waren sämtliche Bewohner, gleichgültig, ob auf der Seite des Nordens oder des Südens stehend. Es wurden unter anderem die Familie von Jesse James sowie die Großeltern und die Mutter des späteren Präsidenten Harry Truman vertrieben.
Beim Massaker von Centralia im September 1864 wurden 22 unbewaffnete Unionssoldaten aus einem Zug herausgeholt und von Bushwhackern unter dem Kommando William T. Andersons ermordet. Kurz darauf wurden die Unionstruppen, die die Verfolgung aufnahmen, in einen Hinterhalt gelockt und gefangen genommen. Auch hier wurden weit über 100 Gegner teils auf der Flucht niedergemetzelt.
Im Oktober 1864 wurde William „Bloody Bill“ Anderson von einer Miliz unter dem Kommando von Oberst Samuel P. Cox in einen Hinterhalt gelockt und getötet. Andersons Leichnam wurde einer jubelnden Menge zur Schau gestellt.

## Banditen nach dem Krieg
Nach Kriegsende blieb Andersons Truppe unter der Führung von Archie Clement zusammen. Unter ihnen waren auch Frank und Jesse James. Diese begannen im Februar 1866 mit einer Serie von bewaffneten Raubüberfällen. Einige, unter anderem auch der Anführer Clement, wurden gefangen genommen; doch stießen andere wie z. B. Cole Younger und seine Brüder dazu. Bald war die Gruppe als James-Younger-Bande bekannt.
In der Nähe der Stadt Nevada, Missouri wurde 1867 der Sheriff Joseph Bailey, ein ehemaliger Unions-Brigadegeneral, von Bushwhackern erschossen, als er versuchte, diese zu verhaften.

### Jesse James
Der Guerillakrieg in Missouri war ein Bürgerkrieg im Bürgerkrieg. Einer der bekanntesten Akteure war Jesse James. Seit 1864 am Konflikt beteiligt, bekämpfte er hauptsächlich seine Mitbürger in Missouri, sofern sie in US-Regimentern oder US-Milizen dienten; mitunter traf es aber auch nur unbewaffnete Bürger. Zum einzigen bestätigten Gefecht mit regulären US-Truppen eines anderen Staates kam es einen Monat nach der Kapitulation des Südstaaten-Oberbefehlshabers Robert E. Lee mit einer Kavallerie-Einheit aus Wisconsin.
Während der Wirren des Krieges wurde Jesse James’ Mutter eingesperrt, sein Stiefvater gefoltert und der Rest seiner Familie zeitweise aus Missouri verbannt. Daran beteiligt war stets die James fortan verhasste Missouri-Staats-Miliz, die auf Seiten der Union kämpfte.
Jesse James war 1869 das berühmteste Mitglied der James-Younger-Bande und einer der Hauptverdächtigen beim Überfall auf die Daviess County Saving Association in Gallatin, Missouri. Bei diesem Überfall wurde der Kassierer John W. Sheets ermordet. Während seiner Flucht erklärte Jesse James, er habe mit dem Mord an Samuel P. Cox den Tod von Bloody Bill Anderson gerächt. Er nahm also an, bei dem erschossenen Bankangestellten Sheets habe es sich um Oberst Cox gehandelt.
Während seiner kriminellen Karriere schrieb Jesse oft an Zeitungen und erzählte voller Stolz von seiner Rolle als Bushwhacker, wie er die Konföderierten unterstützte und der Bevölkerung von Missouri half, nachdem sie von der Unionsregierung brutal behandelt worden war.

## Bushwhacker im Film
- Der Film Der Texaner („The Outlaw Josey Wales“) mit Clint Eastwood beinhaltet die Geschichte eines ehemaligen Bushwhacker, auf der Flucht vor seinen Peinigern nach dem Krieg.
- Ride with the Devil zeigt die Geschichte junger Burschen aus Missouri, die verschiedener Herkunft sind und gemeinsam als Bushwhacker kämpfen.